# Monte Troodelöh
Der Monte Troodelöh ist mit 118,04 m ü. NHN die höchste Erhebung der Stadt Köln. 

## Lage
Die Erhebung liegt im Kölner Stadtteil Rath/Heumar etwa 1250 Meter Luftlinie südlich der A 4 am Wolfsweg zwischen der Einmündung Pionier-Hütten-Weg und der Kreuzung mit dem Brück-Forsbacher Weg.
Die Stelle befindet sich auf einem ansteigenden Hang im Königsforst. Oberhalb (östlich) des Wolfswegs steigt das Gelände bis auf etwa 130 Meter weiter an (Großer Steinberg). Dieser Verlauf gehört dort jedoch schon zum Ortsteil Bensberg der Stadt Bergisch Gladbach, da der Wolfsweg dort  die Grenze des Kölner Stadtgebiets bildet.

## Namensgebung
Im November des Jahres 1999 erwanderte eine  Gruppe von Mitarbeitern der Kölner Stadtverwaltung die damals noch mit 116,7 m ü. NHN verzeichnete und weitgehend unbekannte höchste Erhebung Kölns und setzte dort ein provisorisches Gipfelkreuz.
Nachdem das städtische Amt für Liegenschaften, Vermessung und Kataster im Jahre 2000 das Areal neu vermessen hatte, korrigierte man die Höhe auf die bis heute gültigen 118,04 m ü. NHN.
2001 wurde unter Federführung der Sektion Rheinland-Köln des Deutschen Alpenvereins ein neues Gipfelkreuz mit einer Bronzetafel installiert, auf der die tatsächliche Höhe vermerkt war. Das Kreuz wurde kurz darauf von der Forstverwaltung durch einen Findling ersetzt, der nun die Tafel trägt. Im gleichen Jahr erhielt der Punkt nach einem Wettbewerb in der Städtischen Mitarbeiterzeitung seinen Namen, zusammengesetzt aus den Nachnamen von drei seiner „Entdecker“ Troost, Dedden und Löhmer.

## Wanderziel
Der Monte Troodelöh ist heute Bestandteil zahlreicher Routenvorschläge in der lokalen Wander- und Kölnliteratur und gilt als Sehenswürdigkeit, obwohl er weder Aussicht noch gastronomische Infrastruktur zu bieten hat. 
Am Ort befindet sich an dem aufgestellten Findlingsblock eine erklärende Bronzetafel und ein Fach für ein Gipfelbuch, das allerdings nach Vandalismus mehrfach ersetzt werden musste. Dort können sich Personen eintragen, die den Monte Troodelöh erwandert haben. Vierzehn (Stand: April 2024) vollgeschriebene Exemplare des Gipfelbuches lagern im Historischen Archiv der Stadt Köln.

## Trivia
Der Ort findet Erwähnung im Hit „Mer sin Eins“ der Kölner Band Kasalla, in gleicher Zeile wie der Pletschbach, ein meist trockener Rheinzufluss in Worringen.